# Wścieklica podobna
Wścieklica podobna (Myrmica ruginodis) – gatunek mrówek z podrodziny Myrmicinae.

## Występowanie
Gatunek północnopalearktyczny.

## Biologia
Lot godowy odbywa w sierpniu i wrześniu. Kolonie mono- lub poliginiczne (niekiedy występuje polikalia), w kolonii do kilku tysięcy robotnic.

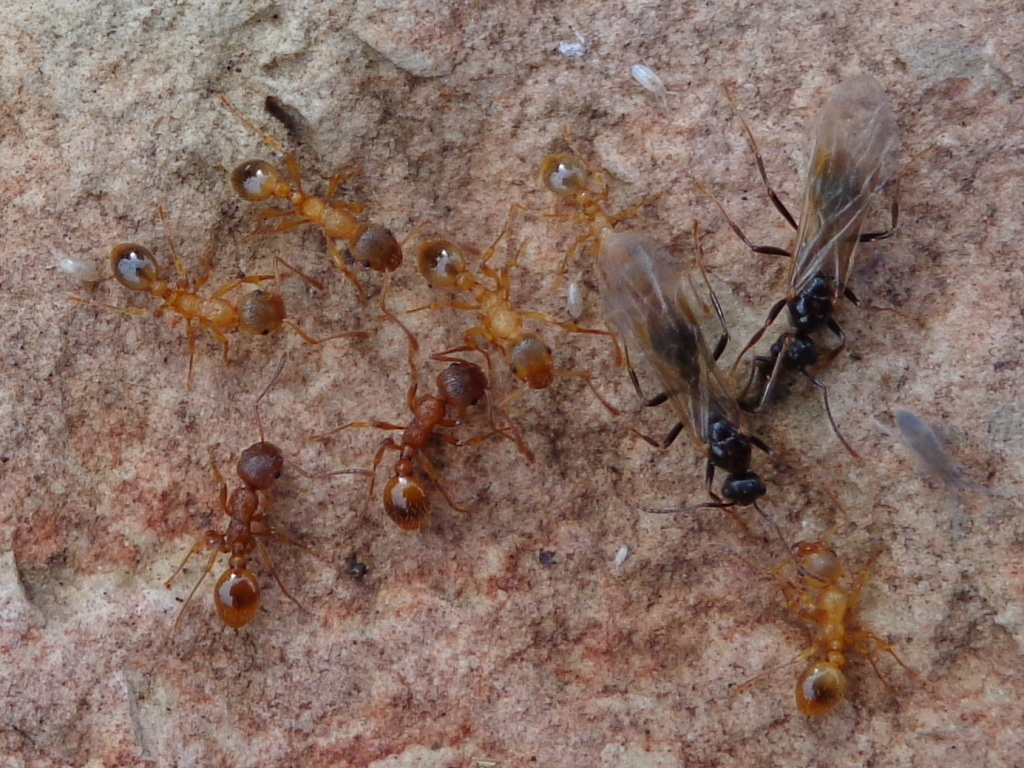
Robotnice i samce
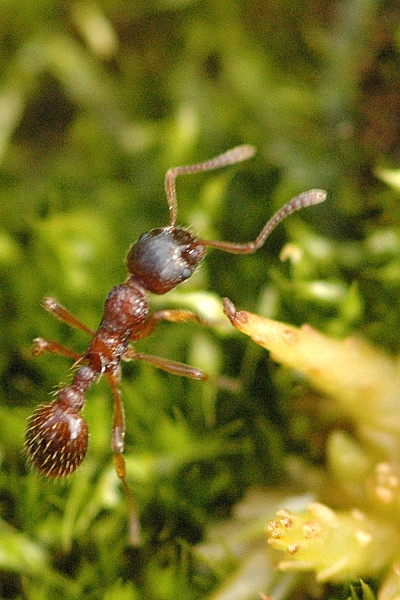
Robotnica